# Igor Cukrov

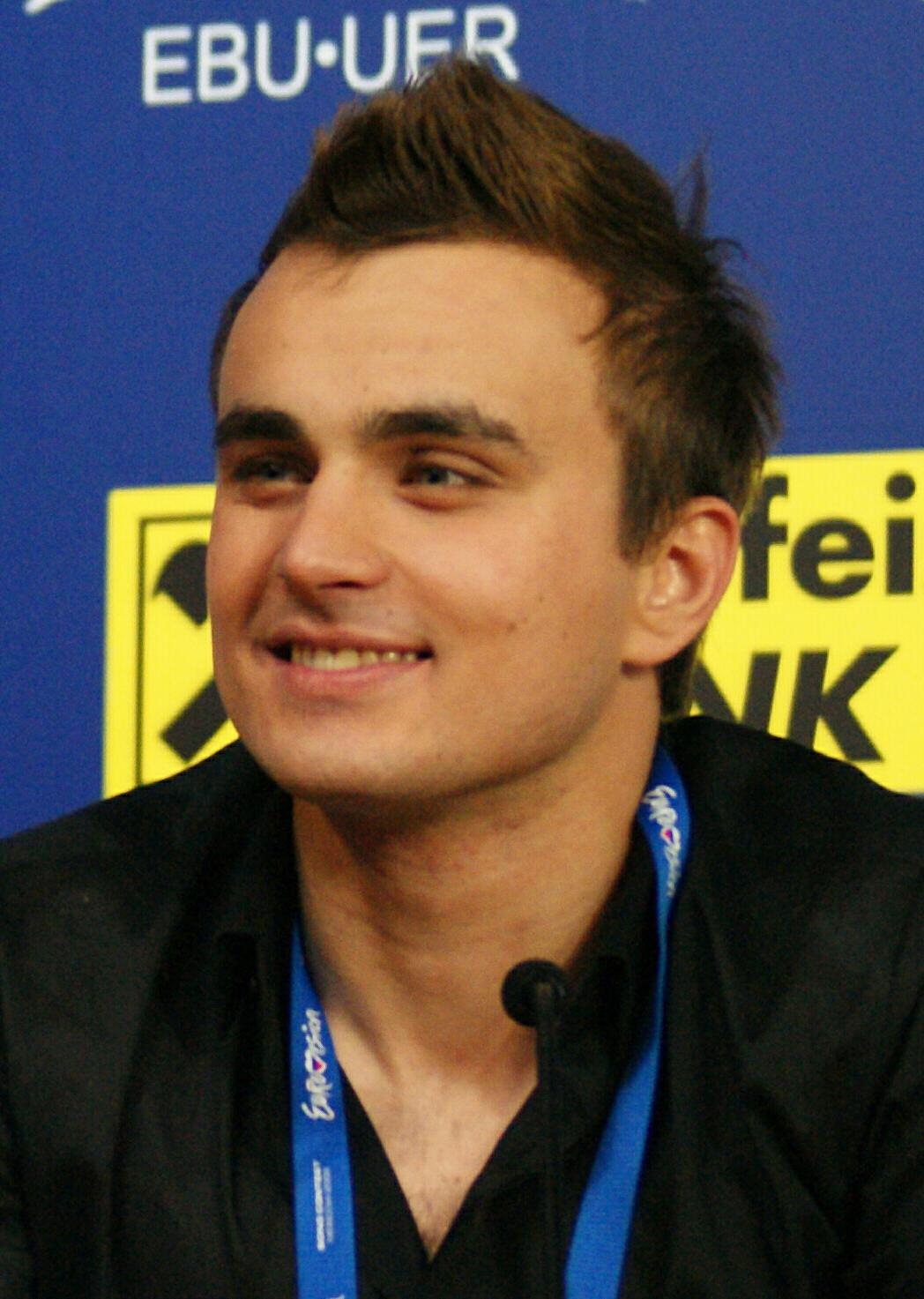
Igor Cukrov beim Eurovision Song Contest 2009 in Moskau

Igor Cukrov (* 6. Juni 1984 in Šibenik, Jugoslawien) ist ein kroatischer Sänger und Musiker.

## Privatleben
2008 war Cukrov mit der montenegrinischen Teilnehmerin Nina Petković von Operacija Trijumf liiert. Er bewundert nach eigenen Angaben Andrea Bocelli und George Michael. Das Studium der Philosophie und Theologie hat er unterbrochen, um sich seiner Musikkarriere zu widmen.
Seit 2009 ist er mit dem serbischen Model Katarina Kržanović zusammen, die er 2018 geheiratet hat und mit der er im selben Jahr einen Sohn bekommen hat.

## Karriere
Cukrov trat beim Split Festival auf, wo er eine Auszeichnung als bester Debütkünstler erhielt. Zudem konnte er als Tenor erste Erfahrungen als A-cappella-Campi-Sänger sammeln.
Einem breiteren Publikum wurde Cukrov mit der Teilnahme an der Castingshow Operacija Trijumf (deutsch: Operation Triumph) bekannt, die zu vergleichen ist mit der weltweit bekannten Fame Academy. Operacija Trijumf war dabei ein Projekt, an dem alle Länder des ehemaligen Jugoslawiens (ausgenommen Slowenien) teilnahmen. Der Sänger konnte sich dabei unter die besten Zehn platzieren.
Gemeinsam mit Andrea Šušnjara konnte sich Igor Cukrov bei der Dora 2009 durchsetzen und vertrat somit Kroatien beim Eurovision Song Contest 2009 in Moskau mit dem Titel Lijepa Tena, wo beide im Finale den 18. Platz erreichen konnten.
Im Juni 2009 präsentierte Cukrov auf dem Split Festival 2009 mit Mjesečar (deutsch: Schlafwandler) eine neue Single. Zudem bestätigte er in einem Interview, dass er den Sommer über im Studio verbringen werde, um an seinem Debütalbum zu arbeiten.

## Diskografie

### Singles
- 2009: Lijepa Tena[5]
- 2009: Mjesečar
- 2009: Nebesa (Magazin feat. Igor Cukrov)
- 2010: Proli vino po meni